# Болебалаев, Осмонкул
Осмонкул Болебалаев (кирг. Осмонкул Бөлөбалаев; 22 августа 1888, с. Чондалы, Кантский район, Российская империя — 28 сентября 1967, Фрунзе, Киргизская ССР) — киргизский советский поэт-песенник, акын. Народный артист Киргизской ССР.

## Биография
Сын скотовода. Грамоте учился у муллы.
В 1924 году выступил на торжествах в Пишпеке по случаю образования Киргизской советской автономной области.
В 1926 — участник I Тюркологического съезда в Баку, на котором выступил с приветствием. С 1926 г. О. Болебалаев работал в киргизском национальном театре, в 1930 г. поступил в театральную студию, позднее преобразованную в Киргизский драматический театр. В 1936—1954 гг. — солист Киргизской филармонии.

## Творчество
Автор любовных лирических и лирико-эпических песен. После революции — стихов и песен, посвящённых партии, Ленину, Советской Армии и труженикам тыла, прославлению новой жизни Киргизии. Основное место в его творчестве занимают — устная народная песенная поэзия, айтыши.

## Избранные произведения
- поэмы
  - «Сапарбек»,
  - «Алымкан»,
  - «Баатырдын баяны»,
  - «Тандалган чыгармалар»,
  - «Чыныбай мерген»
- сборники стихов «Мекеним: Ырлар», «Осмонкулдун ырлары» («Песни Осмонкула»), на русском языке «Поэма о счастье» (1958) и «Ашымджан» (1964) и др.

## Награды
- орден Ленина (01.11.1958)
- 2 ордена Трудового Красного Знамени
- медали